# وسام الثقافة
وسام الثقافة (باليابانية: 文化勲章 بونكا كونشو) هو وسام في اليابان بدأ العمل به في 11 فبراير 1937. للوسام مرتبة واحدة فقط ويمنح للرجال أو النساء على السواء على مساهمات الشخص في الفن الياباني أو الأدب أو الثقافة. يسلم وسام الثقافة من قبل إمبراطور اليابان شخصيا في يوم الثقافة (3 نوفمبر) من كل عام.

## حاملو وسام الثقافة
هذه القائمة غير كاملة ساهم في إكمالها.
- كودا روهان (1937)
- جونيتشيرو تانازاكي (1949)
- ماكوتو كوباياشي
- كنزو تانغه (1980)
- سوسومو تونيغاوا (1984)
- توشيهيده ماساكاوا
- كينجيرو تاكاياناغي، مخترع لأول تلفاز في اليابان
- تادامتسو كيشيموتو (1998)